# Гидрат метана

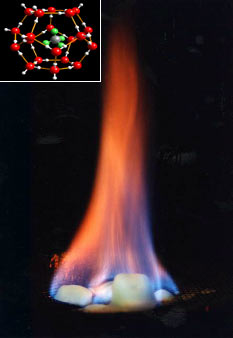
Горение гидрата метана

Гидрат метана (формула CH4·5,75 H2O или 4 CH4·23 H2O), или метангидрат — супрамолекулярное соединение метана с водой, устойчив при низких температурах и повышенных давлениях. Это наиболее широко распространённый в природе газовый гидрат — его запасы оцениваются в 1016 кг, что на два порядка превышает мировые запасы нефти.
В 1940-е годы советские учёные (Стрижов, Мохнаткин, Черский) высказывали гипотезу о наличии залежей газовых гидратов в зоне многолетней мерзлоты. В 1960-е годы были обнаружены первые месторождения газовых гидратов на севере СССР. С этого момента газовые гидраты начинают рассматриваться как потенциальный источник топлива. Постепенно выяснилось их широкое распространение в океанах и нестабильность при повышении температуры.
Сейчас природные газовые гидраты привлекают к себе особое внимание как возможный источник ископаемого топлива, а также как участник изменений климата (см. Гипотеза о метангидратном ружье).

## Свойства гидратов
Газовые гидраты внешне напоминают спрессованный снег, могут гореть, легко распадаются на воду и газ при повышении температуры. Благодаря своей клатратной структуре газовый гидрат объёмом 1 м³ может содержать до 160—180 н.м³ чистого газа. Данный показатель сравним с некоторыми перспективными видами объёмно-детонирующих взрывчатых веществ.

## Гидрат метана в природе
Большинство природных газов (CH4, C2H6, C3H8, CO2, N2, H2S, изобутан, и т. п.) образуют гидраты, которые существуют при определённых термобарических условиях. Область их существования приурочена к морским донным осадкам и к областям многолетнемёрзлых пород. Преобладающими природными газовыми гидратами являются гидраты метана и диоксида углерода.

Распространение гидрата метана в морях

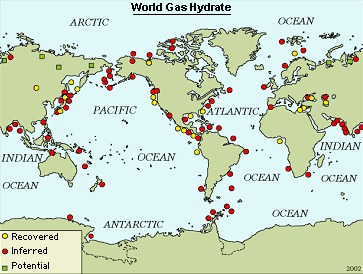
Распространение гидрата метана в морях и на континентах

В море диапазон устойчивости гидрата метана определяется температурой воды в придонном слое и геотермическим градиентом. Температура воды у дна в северных морях составляет +4 °C. Ниже, в осадочных породах, она нарастает в соответствии с геотермическим градиентом; при некоторой температуре гидрат метана становится неустойчив и распадается на воду и метан. Аналогичная картина наблюдается на континентах, но глубина распада гидратов на них зависит от глубины развития вечной мерзлоты.
Как следует из фазовой диаграммы гидрата метана, для его образования требуются низкие температуры и относительно высокое давление, и чем больше давление, тем выше температура, при которой гидрат метана устойчив. Так, при 0 °C он стабилен при давлении порядка 25 бар и выше. Такое давление достигается, например, в океане на глубине около 250 м. При атмосферном давлении для устойчивости гидрата метана нужна температура около −80 °C. Однако, метангидраты всё же могут довольно долго существовать в условиях низких давлений и при более высокой температуре, но обязательно ниже 0 °C — в этом случае они находятся в метастабильном состоянии, их существование обеспечивает эффект самоконсервации — при разложении метангидраты покрываются ледяной коркой, что мешает дальнейшему разложению.
При увеличении мощности осадков в море и погружении или уменьшении мощности мерзлоты гидрат метана распадется, и на небольшой глубине образуется газовый резервуар, из которого газ может прорваться на поверхность. Такие выбросы действительно наблюдаются в тундре и иногда в морях.
Катастрофический распад гидрата метана считается причиной Поздне-палеоценового термального максимума, геологического события на границе палеоцена и эоцена, приведшего к вымиранию многих видов животных, изменению климата и седиментации.

### Гипотеза о пропаже кораблей в Бермудском треугольнике
Процесс прорыва метана из морских залежей газовых гидратов был привлечён для объяснения исчезновения кораблей в Бермудском треугольнике и некоторых других местах. Гипотеза заключается в том, что при подъёме метана к поверхности вода насыщается пузырьками газа и плотность смеси резко падает, в результате корабль теряет плавучесть и тонет. Есть предположение, что поднявшись в воздух, метан может вызвать также крушение самолётов — например, из-за понижения плотности воздуха, которое приводит к снижению подъёмной силы и искажению показаний альтиметров. Кроме того, метан в воздухе может привести к остановке двигателей или взрыву.
Экспериментальным путём была действительно подтверждена возможность достаточно быстрого (в пределах десятков секунд) затопления судна, оказавшегося на границе выброса газа в случае, если газ выделяется одним пузырём, размер которого больше или равен длине судна. Однако остаётся открытым вопрос о таких выделениях газа. Кроме того, гидрат метана находится и в других местах в мировом океане, где не было зафиксировано массовых случаев пропажи кораблей.

## Коммерческая добыча газа из гидратных залежей
В августе 2006 года было объявлено, что китайские бизнесмены инвестируют 800 млн юаней (100 млн долларов) в течение следующих 10 лет для изучения возможности добычи газа из гидратных залежей. Бергенский университет (Норвегия) разработал методику внедрения CO2 в отложения гидратов с последующим извлечением CH4. 12 марта 2013 года ConocoPhillips совместно с Japan Oil, Gas and Metals National Corporation (JOGMEC) объявили об удачном применении данного метода недалеко от Японии.
В мае 2017 года Япония и Китай объявили о прорыве в вопросе добычи газа из залежей гидрата. Однако консенсус нефтегазовой индустрии заключается в том, что до промышленной добычи гидратов пройдут годы.

## Гидраты при добыче природного газа
При добыче и транспортировке природного газа в газообразной форме гидраты могут образовываться в стволах скважин, промысловых коммуникациях и магистральных газопроводах. Отлагаясь на стенках труб, гидраты резко уменьшают их пропускную способность. Для борьбы с образованием гидратов на газовых промыслах вводят в скважины и трубопроводы различные ингибиторы (метиловый спирт, гликоли, 30%-й раствор CaCl2), а также поддерживают температуру потока газа выше температуры гидратообразования с помощью подогревателей, теплоизоляции трубопроводов и подбора режима эксплуатации, обеспечивающего максимальную температуру газового потока. Для предупреждения гидратообразования в магистральных газопроводах наиболее эффективна газоосушка — очистка газа от паров воды.

## Гипотеза о метангидратном ружье
Гипотеза о метангидратном ружье предполагает, что при повышении температуры океана и/или изменении уровня моря метановые клатраты в морских глубинах могут подвергнуться стремительному разложению. Высвобождающийся при этом метан способен многократно усилить потепление и запустить самоусиливающуюся «разгонную» реакцию в климатической системе. Геологические данные указывают, что в прошлом такие резкие выбросы могли происходить при потеплении океанических вод или глобальных изменениях уровня моря, и тогда они приводили к существенным сдвигам в климате. Климатические модели учитывают возможные утечки метана из гидратов и полагают, что распад клатратов будет происходить относительно медленно — в течение столетий или даже тысячелетий. Тем не менее эти отложения метана нередко называют «бомбой замедленного действия»: если глобальное потепление выйдет из-под контроля, крупномасштабный распад гидратов может значительно усугубить климатические проблемы.